# Старица реки Истра и широколиственный лес по склону к ней
Старица реки Истра и широколиственный лес по склону к ней с изолированной популяцией венериного башмачка в квартале 58 Полевшинского лесничества — памятник природы регионального (областного) значения Московской области, который включает ценные в экологическом, научном и эстетическом отношении природные комплексы, а также природные объекты, нуждающиеся в особой охране для сохранения их естественного состояния:
- старицу и пойменный луг реки Истры, широколиственные и хвойно-широколиственные леса склонов долины и оврагов, выходы подсклоновых сочений;
- места произрастания редких видов растений и грибов, занесенных в Красную книгу Российской Федерации и Красную книгу Московской области.

Памятник природы основан в 1984 году. Местонахождение: Московская область, городской округ Истра, сельское поселение Ермолинское, к югу и юго-западу от деревни Андреевское, в непосредственной близости. Общая площадь памятника природы составляет 16,15 га. Памятник природы включает выделы 1—7 квартала 60 Истринского лесотехнического участка Новоиерусалимского участкового лесничества Истринского лесничества.

## Описание
Памятник природы расположен на южном макросклоне Московской возвышенности и приурочен к долине реки Истры в зоне распространения моренно-водно-ледниковых и моренных равнин. Абсолютные высоты территории изменяются от 147 м над уровнем моря (уровень меженного уреза воды старичного водоема) до 181 м над уровнем моря (приовражный участок равнины). Кровля дочетвертичных пород местности представлена верхнеюрскими глинами с прослоями песков.
Территория памятника природы располагается на левобережье Истры в её среднем течении и включает долину реки с тыловым фрагментом поймы и прорезаемыми овражно-балочными эрозионными формами, участками второй надпойменной террасы и долинно-зандровой равнины. Поверхности долинно-зандровой равнины и надпойменной террасы сложены песчано-супесчаными отложениями с прослоями суглинков соответственно древнеаллювиально-водно-ледникового и древнеаллювиального генезиса. Уступ террасы имеет крутизну от 10—15° до 30—40°. Вдоль южной границы памятника природы протянулась крупная овражно-балочная эрозионная форма, длина которой в пределах территории составляет 600 м. Высота склонов овражно-балочной формы достигает 10 м и более, крутизна — 20—30° (местами до 40°). Овраг принимает множество отрогов, наиболее крупный — левый отрог протяженностью около 300 м (примыкает в приустьевой части). На бортах оврагов и балок происходят активные делювиальные процессы, встречаются обвально-осыпные стенки и оползневые тела.
В своей западной оконечности памятник природы включает полосу тыловой поймы реки Истры шириной 50—100 м, осложненную вытянутой вдоль надпойменной террасы заболоченной и обводненной старицей. Пойменные поверхности сложены аллювиальными суглинистыми отложениями, в днище старичного понижения — илистыми, глинистыми и торфянистыми отложениями. Протяженность старицы в границах памятника природы — около 400 м, ширина — 30—35 м (местами до 50 м).
Гидрологический сток на территории памятника природы направлен в реку Истру (левый приток реки Москвы). В пределах старичного понижения образовался водоем протяженностью около 270 м, шириной до 20 м. На террасных бортах, по склонам и в днищах эрозионных форм вскрываются многочисленные родники и сочения, стекающие в старицу реки Истры. По днищу крупного оврага на юге территории протекает ручей, также впадающий в старицу. Ширина ручья в его нижней части — до 1—2 м.
Почвенный покров возвышенных долинно-зандровых и террасных равнин памятника природы представлен серыми и серыми глеевыми почвами, дерново-подзолами и дерново-подзолами глеевыми, дерново-подзолистыми и дерново-подзолисто-глеевыми почвами. По днищам эрозионных форм в местах сочений отмечаются перегнойно-глеевые и гумусово-глеевые почвы. На пойме в старичном понижении встречаются аллювиальные торфяно-глеевые почвы.

### Флора и растительность
На территории памятника природы представлены широколиственные и хвойно-широколиственные леса склонов долины реки Истры и оврагов, выходы подсклоновых сочений с ольхой чёрной и вязом влажнотравные, заболоченный пойменный луг с небольшими участками низинных болот и системой ручьев, старица с прибрежно-водной растительностью.
Леса приводораздельных склонов, тянущихся узкими полосами вдоль бровок оврагов и склона долины реки Истры, — широколиственно-еловые с дубом, местами липой и подростом клёна платановидного папоротниково-широкотравные с зеленчуком жёлтым, снытью обыкновенной, копытнем европейским, медуницей неясной, щитовником мужским и кислицей обыкновенной.
На пологих склонах 5—7° рядом с бровками оврагов расположены елово-березовые, липово-дубовые с елью и березой, елово-липовые с кленом и единично — дубом лещиновые широкотравно-волосистоосоковые и папоротниково-широкотравные. Старые ели, березы и дубы имеют значительный возраст и диаметр стволов до 40—50 см. В них довольно много подроста ели и клёна. Кустарниковый ярус образован лещиной, бересклетом бородавчатым и жимолостью лесной, изредка — волчеягодником обыкновенным, или волчьим лыком (редкий и уязвимый вид, не включенный в Красную книгу Московской области, но нуждающийся на её территории в постоянном контроле и наблюдении). В травяном покрове обильна сныть, осока волосистая, зеленчук жёлтый, медуница неясная, растут щитовник мужской, чина весенняя, фиалка удивительная, пролесник многолетний. Из грибов здесь распространен, в частности, мутинус собачий.
На склонах оврагов крутизной 8—10° местами развиты елово-дубовые с кленом и липой лещиновые широкотравно-волосистоосоковые с папоротниками леса. Часто на таких склонах обилен хвощ зимующий, здесь растут ландыш, земляника мускусная и колокольчик крапиволистный (редкие и уязвимые виды, не включенные в Красную книгу Московской области, но нуждающиеся на её территории в постоянном контроле и наблюдении). На склонах останца, обращенных к обширному карьеру, имеются участки чистых старовозрастных дубрав с мятликом дубравным, осокой пальчатой, чиной весенней, копытнем, зеленчуком, звездчаткой жестколистной и медуницей неясной.
На крутых (до 30—40°) склонах глубоких оврагов, спускающихся к старице, распространены кленово-елово-липовые леса с дубом и участки почти чистых липняков с единичными дубами, елями, кленами или вязом голым лещиновые папоротниково-широкотравные с жимолостью лесной, типичными видами дубравного широкотравья, а также борцом северным и колокольчиком широколистным (редкий и уязвимый вид, не включенный в Красную книгу Московской области, но нуждающийся на её территории в постоянном контроле и наблюдении), местами обилен пролесник многолетний, осока волосистая или хвощ зимующий. Диаметр стволов лип в среднем составляет 30—40 см, кленов — 20—25 см. Стволы деревьев в нижней трети густо покрыты зелеными эпифитными мхами, в основном гомалией трихомановидной. Диаметр старых деревьев дуба и елей достигает 50 см.
По плоским участкам узких днищ оврагов растут сныть, крапива, недотроги мелкоцветковая и обыкновенная, звездчатка дубравная, селезеночник очереднолистный, будра плющевидная, кочедыжник женский. В нижних частях склонов встречаются клен, вяз голый, черемуха, обилен хвощ зимующий, пролесник многолетний, местами отмечен страусник обыкновенный, нередок колокольчик широколистный, чистец лесной. В некоторых оврагах вяз и липа обильны, диаметр их стволов достигает 35—40 и даже 50 см. На упавших стволах старых гниющих вязов здесь растет редкий гриб, занесенный в Красную книгу Московской области, — ежевик коралловидный. В расширениях днищ представлены заболоченные и сырые луга с участками старичных низинных болот, прорезанные системой небольших ручьев. Здесь группами растут ива пепельная и подрост черемухи и ольхи серой, в травостое доминируют двукисточник тростниковидный, камыш лесной, осока пузырчатая, таволга вязолистная и хвощ речной. Местами встречается рогоз широколистный.
На оползневых участках склонов в месте слияния долины ручья и долины реки Истры растут группы старых берез, лип, клёны и старые дубы. В травяном покрове господствуют осока волосистая и хвощ зимующий, нередки мятлик дубравный и колокольчик крапиволистный.
На повышении — гребне узкой гряды, разделяющем эти склоны, сохранились очень старые сосны диаметром стволов до 70 см. Здесь много бересклета и подроста клёна. На небольшой прогалине с дубом, кленом и осиной, орляком и ландышем растут колокольчик персиколистный и дремлик широколистный (оба — редкие и уязвимые виды, не включенные в Красную книгу Московской области, но нуждающиеся на её территории в постоянном контроле и наблюдении).
Склоны долины самой реки Истры крутизной более 40° покрыты липовым лесом с участием дуба, клёна и вяза папоротниково-широкотравным, широкотравно-волосистоосоковым и хвощово-волосистоосоковым с хвощом зимующим. Изредка в древостое участвует ель, местами увеличивается доля старых дубов. Здесь представлены все типичные виды дубравного широкотравья, а также осока пальчатая и весенние эфемероиды — хохлатка плотная и ветреница лютиковая. Изредка по тенистым участкам встречается гнездовка настоящая (редкий и уязвимый вид, не включенный в Красную книгу Московской области, но нуждающийся на её территории в постоянном контроле и наблюдении).
В нижней части крутого склона долины, где в древостое доминируют вяз и липа, повсеместно развиты подсклоновые сочения с влажнотравьем. Здесь на богатых и насыщенных железистыми водами грунтах растут яснотка пятнистая, кочедыжник женский, недотрога обыкновенная, пырейник собачий, борец северный, пузырник ломкий, сердечник мелкоцветковый, будра плющевидная, хвощ зимующий, селезеночник, колокольчик широколистный, чесночница черешковая, крапива двудомная, пролесник многолетний и такие виды дубравного широкотравья, как сныть и медуница неясная. В нижней части склона в устье балки на сочениях растут группы лунника оживающего — редкого вида, занесенного в Красную книгу Московской области.
Встречаются террасовидные уступы с сочениями, на которых растут отдельные деревья ольхи чёрной, обильны телиптерис болотный и хвощ речной, осоки (пузырчатая, дернистая, сближенная), сердечник горький, герань Роберта, кочедыжник женский, бодяк овощной, яснотка пятнистая, таволга вязолистная и виды плагиомниума. Здесь обитает занесенный в Красную книгу Российской Федерации и Красную книгу Московской области венерин башмачок настоящий, а также дремлик широколистный (редкий и уязвимый вид, не включенный в Красную книгу Московской области, но нуждающийся на её территории в постоянном контроле и наблюдении).
На переходном участке склона к пойме и старице реки Истры на топких грунтах с обильными сочениями много кипрея волосистого и розового, лютика ползучего, скерды болотной, селезеночника, мягковолосника водяного, герани Роберта, бодяка овощного. Здесь изредка встречается живокость высокая (занесена в Красную книгу Московской области).
По сырым и заболоченным лугам поймы между склоном долины и старичным понижением с водоемом развиты травянистые сообщества с осоками пузырчатой, острой, чёрной и дернистой, хвощом речным (обилен), таволгой вязолистной, вейником сероватым, кипреем болотным, бодяком овощным, телиптерисом болотным, сердечником горьким, вербейником обыкновенным, незабудкой болотной, зюзником европейским, геранью Роберта (местами обилен), щучкой дернистой, вехом ядовитым, тиселинумом болотным, лютиком длиннолистным, вахтой трехлистной, болотными мхами (виды плагиомниумов и пр.). Моховой покров имеет покрытие почти в 100 процентов. На пойме имеются топкие, практически непроходимые участки, на которых сохраняются местообитания редких орхидных растений, занесенных в Красную книгу Московской области: дремлика болотного, ятрышника шлемовидного, пальчатокоренника пятнистого, кокушника длиннорогого, а также редких и уязвимых видов, не включенных в Красную книгу Московской области, но нуждающихся на её территории в постоянном контроле и наблюдении: пальчатокоренников Фукса и мясокрасного, тайника овального и купальницы европейской.
Местами встречаются группы ивы пепельной, подрост ольхи серой или чёрной, смородина чёрная, пятна крапивы, канареечника и тростника.
На повышениях — останцах надпойменной террасы — растут группами береза пушистая, ольха чёрная, лещина, бересклет и калина, подрост дуба и дубравное широкотравье (сныть, пролесник, медуница, копытень). На нижних частях стволов и упавших деревьях обильна пельтигера собачья. Участок влажнотравного леса к западу от водоема образуют старые березы, ольха чёрная и серая, черемуха и осина, ива пятитычинковая и пепельная. Деревья обвиты хмелем.
В старице по берегам растут тростник, двукисточник, хвощ речной и ежеголовник всплывший, местами — вех ядовитый, или цикута, белокрыльник болотный, частуха водяная, зюзник европейский, вахта трехлистная, ирис аировидный и аир болотный. Местами развита заболоченная сплавина с тростником, хвощом и болотными видами трав. В воде встречаются телорез (обилен), водяная сосенка, рдест плавающий (обилен), элодея канадская, уруть колосистая.

### Фауна
Заказник представляет собой небольшой по площади природный массив, к которому вплотную примыкает довольно крупная деревня Андреевское; кроме того, он находится на незначительном удалении от города Истры и других населенных пунктов; таким образом, животный мир данного объекта является несколько обедненным и характеризуется присутствием синантропных видов в составе его фауны. Тем не менее в целом фауна заказника типична для сообществ смешанных и широколиственных лесов Подмосковья. На территории заказника отмечено обитание 47 видов позвоночных животных: не менее четырёх видов рыб, два вида амфибий, один вид рептилий, 23 вида птиц и 17 видов млекопитающих.
Ихтиофауна заказника связана в своем распространении со старицей реки Истры, нерегулярно заливаемой в период сильных половодий. Здесь встречаются следующие виды рыб: окунь, щука (немногочисленна), линь, карась.
Из наземных позвоночных животных в заказнике доминируют виды, экологически связанные с древесно-кустарниковой растительностью. Лугово-опушечные виды и виды обитателей водно-болотных местообитаний встречаются здесь значительно реже.
На территории заказника выделяются три зоокомплекса (зооформации): широколиственных и смешанных лесов, водно-болотных местообитаний и лугово-опушечных местообитаний.
Абсолютно преобладает в заказнике лесная зооформация. Благодаря тому, что к массиву широколиственных лесов заказника вплотную прилегают лесные экосистемы с преобладанием хвойных пород в древесном ярусе, здесь распространены как представители неморальной фауны, так и «хвойнолюбивые» виды, а также виды, широко распространенные в лесах различных типов. В пределах данной зооформации обычны обыкновенный еж, обыкновенная бурозубка, рыжая полевка, малая лесная мышь, обыкновенная белка, лесной хорь, ласка, отмечается европейская косуля (редкий и уязвимый вид, не включенный в Красную книгу Московской области, но нуждающийся на территории области в постоянном контроле и наблюдении); на крутых склонах к ручью расположен жилой барсучий городок (барсук является редким и уязвимым видом, не включенным в Красную книгу Московской области, но нуждающимся на территории области в постоянном контроле и наблюдении). Орнитофауну представляют здесь следующие виды: белобровик, рябинник, зарянка, чёрный дрозд, рябинник, большой пестрый дятел, сойка, иволга, обыкновенная кукушка, пеночка-весничка, пеночка-трещотка, славка-черноголовка, мухоловка-пеструшка, большая синица, обыкновенная лазоревка. В лесных сообществах, особенно вблизи ручья, в отдельные периоды становятся многочисленны травяная и остромордая лягушки.
Зооформация лугово-опушечных местообитаний, связанная в своем распространении с лесными полянами, небольшими незаболоченными луговинами между лесом и старицей, характеризуется значительно меньшим разнообразием видов, в неё входящих, — обыкновенный крот, пашенная полевка, полевая мышь, канюк, сорока, белая трясогузка, живородящая ящерица. Вблизи деревни Андреевское появляются синантропные виды, такие как домовая мышь, сизый голубь, серая ворона.
Как в лесных, так и в лугово-опушечных биотопах встречаются заяц-беляк и обыкновенная лисица.
Частично закустаренные берега старицы служат прекрасным убежищем для видов водно-болотной зооформации. Среди млекопитающих здесь наиболее обычны американская норка, речной бобр и водяная полевка. Среди птиц в этих биотопах встречается кряква, речной сверчок и обыкновенный соловей.

## Объекты особой охраны памятника природы
Охраняемые экосистемы: старица реки Истры с прибрежно-водной растительностью, выходы подсклоновых сочений с ольхой чёрной и вязом и заболоченный пойменный луг с системой ручьев, широколиственные и хвойно-широколиственные леса склонов долины и оврагов.
Места произрастания охраняемых в Московской области, а также иных редких и уязвимых видов растений и грибов, зафиксированных на территории памятника природы, перечисленных ниже, а также места обитания животных — барсука и европейской косули.
Охраняемые в Московской области, а также иные редкие и уязвимые виды растений:
- виды, занесенные в Красные книги Российской Федерации и Московской области: венерин башмачок настоящий, ятрышник шлемовидный;
- виды, занесенные в Красную книгу Московской области: живокость высокая, дремлик болотный, пальчатокоренник пятнистый, кокушник длиннорогий, лунник оживающий;
- виды, являющиеся редкими и уязвимыми таксонами, не включенные в Красную книгу Московской области, но нуждающиеся на территории области в постоянном контроле и наблюдении: пальчатокоренник Фукса, пальчатокоренник мясокрасный, тайник овальный, дремлик широколистный, гнездовка настоящая, волчеягодник, или волчье лыко обыкновенное, купальница европейская, колокольчики широколистный, крапиволистный и персиколистный.

Вид грибов, занесенный в Красную книгу Московской области: ежевик коралловидный.